# Cipriano Maroja
Cipriano de Maroja Latorre fue un médico español natural de San Esteban de Gozmar (Soria), nacido hacia 1580 y fallecido en Valladolid en fecha posterior a 1651.

## Biografía
Hijo de Juan Antonio de Maroja y de Isabel Latorre.
Estudió artes en la Universidad de Alcalá y, más tarde, medicina en el Colegio-Universidad de Santa Catalina de Osma, donde obtuvo los títulos de licenciado y de doctor en 1612. Insatisfecho, sin duda, con la titulación de una de las más desacreditadas "universidades menores", volvió a cursar medicina en Valladolid, en cuya Universidad consiguió de nuevo los grados de licenciado y doctor (1634). A partir de 1630 ocupó sucesivamente las cátedras vallisolitanas de método, vísperas, prima de Hipócrates y prima de Avicena. Fue también médico de la Inquisición y médico de cámara de Felipe IV.
Maroja publicó tres libros. El primero es un tratado acerca de las fiebres (1641), complementado con un resumen sobre la sífilis y otros textos menores. El segundo, una Praxis (1644), en la que estudia las afecciones internas de acuerdo con el habitual orden "a capite ad calces". El tercero, unas Consultationes, annotationes, et observationes (1651), consagradas a la exposición de casos clínicos y de "cuestiones" monográficas. Todos estos escritos fueron reunidos en un volumen que apareció en 1674, después de la muerte de su autor, con elogios introductorios de Juan Lázaro Gutiérrez y Cosme Gil de Negrete, ambos discípulos de Maroja y catedráticos en Valladolid.
Maroja era un seguidor del galenismo tradicional completamente cerrado a cualquier tipo de innovación. Formado en Valladolid, dos décadas después de la muerte de Luis Mercado, en su mentalidad dominaba el escolasticismo que había vuelto a imponer la Contrarreforma. Consideraba, además, a Avicena como una "autoridad" equiparable a Galeno e Hipócrates, de tal forma que muchas de sus definiciones de conceptos básicos son meras transcripciones de la versión latina del Canon. No hay que olvidar que la superación de galenismo arabizado por parte del movimiento humanista apenas había sido asimilada por la escuela médica vallisoletana, donde la cátedra más importante continuaba siendo la de prima de Avicena. Todo ello no impidió a Maroja ser un excelente clínico, en la misma línea que Mercado, su gran modelo. A este respecto, destacan su estudio acerca de las fiebres intermitentes, la descripción del "garrotillo" que incluye en su Praxis y las numerosas historias clínicas contenidas en esta última obra y en las Consultationes. Entre sus obras más importantes también destacan De febribus et lue venerea y Praxim universale de morbis internism.

## Publicaciones
- Tractatus de febrium natura... Cui accedit brevis tractatus de morbi gallici natura et curationi..., Valladolid, J. Murillo, 1641.
- Praxis universalis. De internorum morborum Natura et curatione..., Valladolid, J. Murillo, 1643.
- Consultationes. Observationes. Annotationes..., Valladolid, M. Ruiz de Valdivieso, 1651.
- Opera omnia medica..., Lyon, L. Arnaud y P. Borde, 1674.